# Слудки
Слудки — деревня в Грязовецком районе Вологодской области России, на реке Почка.
Входит в состав Перцевского муниципального образования (с 1 января 2006 года по 9 апреля 2009 года входила во Фроловское муниципальное образование), с точки зрения административно-территориального деления — в Жерноковский сельсовет.
Расстояние до районного центра Грязовца по автодороге — 26 км, до центра муниципального образования Слободы по прямой — 26 км. Ближайшие населённые пункты — Дыроватово, Волынево, Старово.
По данным переписи в 2002 году постоянного населения не было.